# Carlos Tartiere
Carlos Tartière y de las Alas-Pumariño (Lugones, 1900-Gijón, 31 de julio de 1950) fue un empresario y presidente del Real Oviedo. 

## Biografía
Hijo de José Tartière y de su esposa María de los Dolores de las Alas-Pumariño y Troncoso de Sotomayor, nació en la localidad asturiana de Lugones (Siero) en 1900. Su padre fue el impulsor de la fundación del Real Club Deportivo Oviedo, pero Carlos Tartière era seguidor del Real Stadium Club Ovetense y promovió la fusión de ambos equipos el 26 de marzo de 1926, dando lugar a la creación del Oviedo Football Club y siendo nombrado primer presidente de la nueva entidad. Durante su mandato, el club pasaría a llamarse Real Oviedo Football Club, Oviedo F.C. y, finalmente, Real Oviedo C.F.
Fue presidente del Real Oviedo hasta su muerte en 1950. Bajo su presidencia se lograron algunos de los mayores éxitos en la historia del club, como dos terceras posiciones en Primera División en las temporadas 1934-35 y 1935-36.
En su memoria, el antiguo estadio de Buenavista pasó a llamarse Estadio Municipal Carlos Tartière, nombre que se mantendría en el nuevo estadio (Estadio Municipal Carlos Tartiere).